# Amarantka czerwonogrzbieta
Amarantka czerwonogrzbieta (Lagonosticta sanguinodorsalis) – gatunek małego ptaka z rodziny astryldowatych (Estrildidae). Występuje endemicznie w Nigerii oraz w północno-zachodnim Kamerunie. Opisany po raz pierwszy w roku 1998.

## Taksonomia
Gatunek opisany po raz pierwszy w roku 1998 przez Roberta B. Payne’a. Najbliżej spokrewnionymi gatunkami są przypuszczalnie amarantka skalna (L. virata) oraz amarantka czadyjska (L. umbrinodorsalis). Nie wyróżnia się podgatunków.
Holotyp, dorosły samiec, został zebrany (przez złapanie w siatkę) 1 listopada 1995 roku na wyżynie Dżos (koordynaty miejsca zebrania: 9°53′N 8°59′E/9,883333 8,983333), na wysokości 1280 m n.p.m. Dostarczony został do muzeum zoologii należącego do Uniwersytetu Michigan.
Nazwa gatunkowa sanguinodorsalis oznacza „o krwistoczerwonym grzbiecie”.

## Morfologia i anatomia

### Holotyp
Holotyp stanowi dorosły samiec zebrany 1 listopada. Brak plamy lęgowej, jądra o wymiarach 5×3 mm, brak zgromadzonego tłuszczu. Obrączka oczna różowa, tęczówka ciemnobrązowa. Dziób czarny z niebieskoszarą nasadą żuchwy. Stopy szare. Pokrywy skrzydłowe czerwonobrązowe. Wierzch głowy szarobrązowy. Kuper i pokrywy nadogonowe intensywnie czerwone. Sterówki czarne, zewnętrzna para posiada czerwone obrzeżenia. Lotki ciemne, czerwonobrązowe, na zewnętrznych chorągiewkach jasno obrzeżone. Obszar od boków głowy do brzucha czerwony. Pokrywy podskrzydłowe ciemnoszare w białe plamki.
Skrzydło 54 mm, ogon 51 mm, dziób 9 mm (od nozdrzy), skok 15 mm. Masa ciała 10,6 grama.
Formuła skrzydłowa (od najdłuższej lotki): 3 > 4 > 5 > 2 = 6 > 7 > 8 > 9 > 1.

### Paratypy
Samica została zebrana 12 listopada. Pęcherzyk Graafa o długości 1–2 mm. Jajowody nie były proste, toteż samica była po złożeniu jaj; obecna plama lęgowa. Brak oznak pierzenia i magazynowania tłuszczu. Obrączka oczna szara, tęczówka ciemnobrązowa, dziób podobnie jak u samca czarny, niebieskoszary u nasady. Grzbiet i pokrywy skrzydłowe czerwonobrązowe. Wierzch głowy szarobrązowy. Boki głowy szaroczerwone. Kuper i pokrywy nadogonowe intensywnie czerwone. Spód ciała od gardła do piersi szaroczerwony. Na bokach ciała białe plamki o szarym obrzeżeniu.
Skrzydło 52 mm, ogon 48 mm, dziób 8 mm, skok 14 mm. Masa ciała 10,6 grama.
U osobnika młodocianego (ta sama data zebrania) obrączka oczna jasnoszara, tęczówka brązowa. Zajady jasnoszare.

## Zasięg występowania
Amarantkę czerwonogrzbietą obserwowano na wyżynie Dżos w stanach Bauczi oraz Kaduna w Nigerii, możliwe, że występuje również w stanie Kano; zamieszkuje też wzgórza Mandara leżące w północno-wschodniej Nigerii i przyległym obszarze w północno-zachodnim Kamerunie. Obserwowana była na obszarach trawiastych, w zakrzewieniach jak i terenach leśnych.

## Status
Międzynarodowa Unia Ochrony Przyrody (IUCN) uznaje amarantkę czerwonogrzbietą za gatunek najmniejszej troski (LC, least concern) nieprzerwanie od 2000 roku, kiedy to sklasyfikowała ten gatunek po raz pierwszy. Całkowita liczebność populacji nie została oszacowana, ale ptak opisywany jest jako pospolity, przynajmniej w części zasięgu występowania. Ze względu na brak dowodów na spadki liczebności bądź istotne zagrożenia dla gatunku BirdLife International ocenia trend liczebności populacji jako prawdopodobnie stabilny.